# Armando Cossutta
Armando Cossutta (Milano, 2 settembre 1926 – Roma, 14 dicembre 2015) è stato un politico, giornalista e partigiano italiano.
Esponente storico del Partito Comunista Italiano e con un trascorso da partigiano nelle file dello stesso durante la Resistenza italiana, fu l'incontrastato capofila dell'ala di sinistra interna "prosovietica" del partito, denominata per l'appunto cossuttiana, strettamente ancorata all'Unione Sovietica e agli altri Paesi del Blocco orientale.
In seguito al travagliato periodo della cosiddetta svolta della Bolognina, che sancì lo scioglimento del PCI e la nascita del Partito Democratico della Sinistra, Cossutta figurò tra i fondatori del Partito della Rifondazione Comunista, di cui ricoprì per diverso tempo la carica di presidente. Uscitone poi in seguito alla crisi del governo Prodi I, innescata dalla stessa Rifondazione Comunista, fondò assieme ad altri fuoriusciti il Partito dei Comunisti Italiani, di cui ricoprì in tempi alterni le cariche di presidente e segretario nazionale, prima di ritirarsi infine a vita privata.

## Biografia
Nato a Milano nel 1926 in una famiglia operaia molto attiva nella realtà politica del tempo (il padre Giusto, originario di Trieste, aveva infatti partecipato all'impresa di Fiume di Gabriele D'Annunzio), s'iscrisse al Partito Comunista Italiano nel 1943 e militò da partigiano nelle file delle Brigate Garibaldi alla Resistenza antifascista e antinazista; venne anche arrestato dai nazifascisti e detenuto per un certo periodo nel carcere di San Vittore a Milano.

### Dirigente del Partito Comunista Italiano

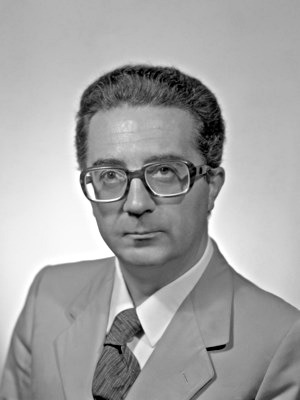
Cossutta nel 1972

Nel secondo dopoguerra, entrò a far parte del gruppo dirigente in seno al partito, di cui incarnava la corrente maggiormente filo-sovietica: questa sua tendenza a considerare l'Unione Sovietica lo "Stato guida" del movimento comunista  internazionale lo portò spesso e volentieri a polemizzare con Enrico Berlinguer, soprattutto quando questi giunse a ricoprire la carica di segretario generale.
Il suo primo incarico fu quello di segretario cittadino del PCI a Sesto San Giovanni (in provincia di Milano), ottenuto all'età di soli 19 anni.
Collaboratore de L'Unità e ininterrottamente parlamentare dal 1972 al 2008 (dapprima come senatore, poi, dal 1994 al 2006, come deputato, e quindi nuovamente come senatore), molti furono gli incarichi politici da lui ricoperti: ad esempio fu consigliere comunale a Milano dal 1951; fu segretario comunale e poi regionale del PCI (nel primo caso a Milano, nel secondo in Lombardia) e fu inoltre membro dal 1959 della Direzione Nazionale e dal 1964 della Segreteria nazionale.

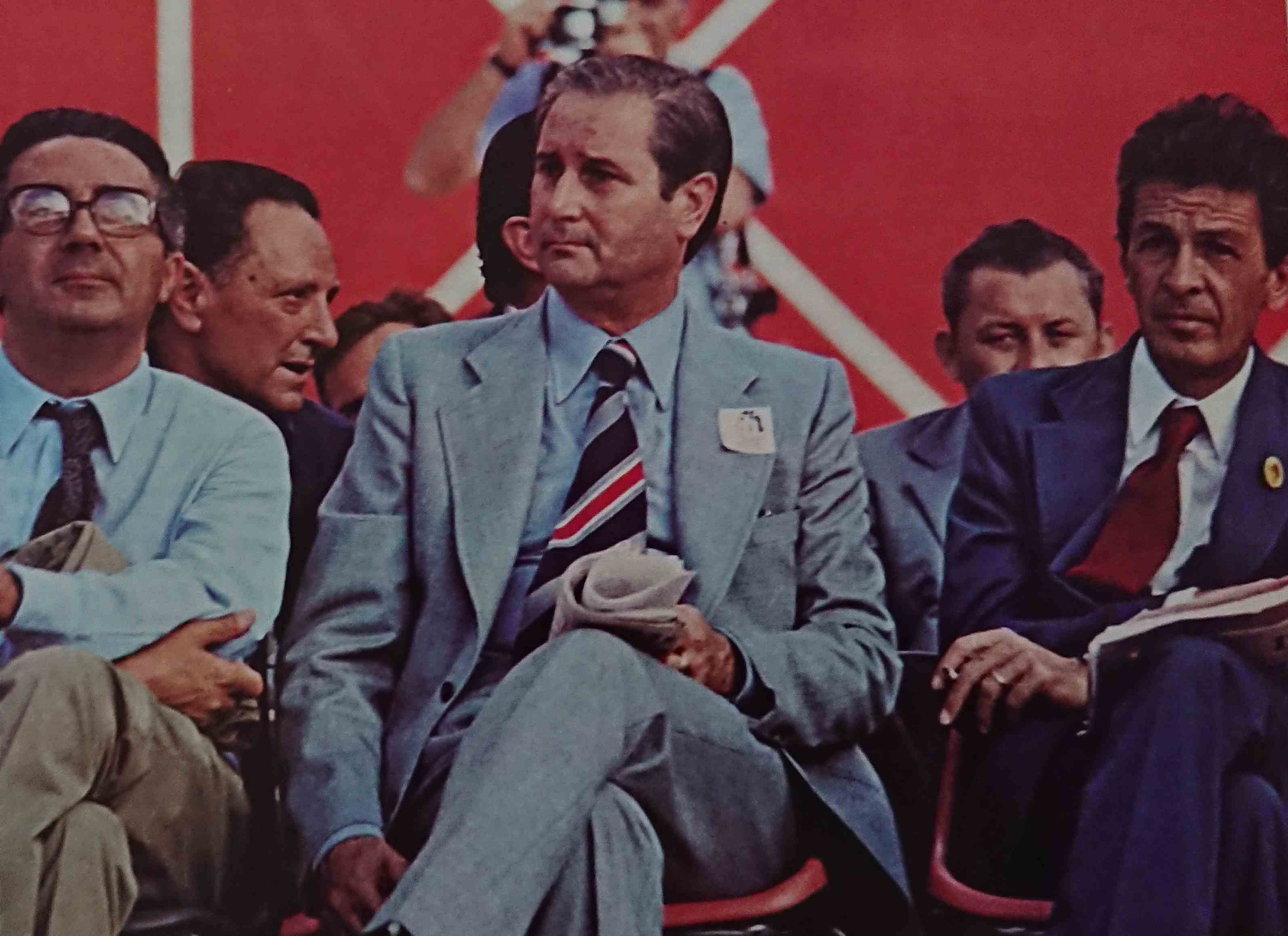
Armando Cossutta con il sindaco di Firenze Elio Gabbuggiani ed il segretario generale del PCI Enrico Berlinguer

Nel 1981 si oppose strenuamente alla prospettiva eurocomunista promossa dal segretario Berlinguer, il quale, traendo spunto dal golpe che Jaruzelski compì sotto la minaccia di una possibile invasione sovietica della Polonia, aveva affermato che la "spinta propulsiva" della Rivoluzione d'ottobre si fosse esaurita e che perciò il PCI avrebbe dovuto troncare i suoi rapporti storici con i regimi comunisti del Blocco orientale. Oltreché nel merito, Cossutta criticò aspramente il metodo con cui s'arrivò a tale linea politica, da lui definita in un suo celebre articolo "lo strappo", per via della sua gestazione estranea alle discussioni interne e alla storia stessa del partito. In seguito, pur senza rimpianti, Cossutta dichiarò di aver sbagliato nell'andare contro Berlinguer.
L'ala sinistra del partito rappresentata da Cossutta, chiamata proprio cossuttiana, constava inoltre di diversi ex-militanti operaisti ed egli stesso fu piuttosto vicino alle istanze del loro movimento, pur senza distaccarsi mai dal PCI.

### La nascita di Rifondazione Comunista
Con la crisi fortissima che investì il PCI negli anni del cosiddetto riflusso, ed il processo d'autocritica che lo stesso intraprese di conseguenza, Cossutta si distinse all'interno del dibattito interno quale fermo assertore dell'identità storica del PCI, contrapponendosi dunque alle tendenze maggiormente "innovatrici" che si muovevano allora sotto la segreteria di Achille Occhetto.
Con lo scioglimento effettivo del Partito, a cui Cossutta ed altri pochi membri (come Sergio Garavini e Lucio Libertini ad esempio) s'opposero strenuamente quanto inutilmente, nel febbraio del 1991 fondò, assieme agli stessi Garavini e Libertini ed altre rimanenze delle vecchie ali di sinistra interne del Partito, il Movimento per la Rifondazione Comunista, che nel dicembre dello stesso anno, unendosi all'effettivo di Democrazia Proletaria ed altre piccole formazioni minori della sinistra radicale, diede vita al Partito della Rifondazione Comunista, di cui ricoprì la carica di presidente.
In seguito alle elezioni politiche del 1996, Rifondazione Comunista fece parte della maggioranza che sosteneva il primo governo Prodi.

### La scissione dei Comunisti Italiani
Nel 1998 Fausto Bertinotti, allora segretario del partito, ritirò la fiducia al governo, causandone pertanto la crisi e caduta susseguenti; Cossutta, fortemente in disaccordo su tale scelta e - più in generale - sul profilo politico assunto dalla segreteria bertinottiana, decise di staccarsi dal partito e di fondarne, assieme ad altri fuoriusciti vicini alla propria area come Oliviero Diliberto e Marco Rizzo, uno nuovo: il Partito dei Comunisti Italiani (PdCI), che partecipò alla nascita del successivo governo D'Alema I. Cossutta ricoprì quindi la carica di presidente del PdCI e di senatore.
Dal 1999 al 2004 fu inoltre deputato al Parlamento europeo.

Nel 2000 partecipò, assieme ad altri politici come Walter Veltroni, al Gay Pride di Roma, in cui colse l'occasione per manifestare la propria posizione a favore del matrimonio omosessuale.
Nel 2004 pubblicò la sua autobiografia dal titolo "Una storia comunista".
Alle elezioni politiche del 2006 venne eletto senatore per la lista Insieme con l'Unione, cui i Comunisti Italiani diedero vita per l'elezione al Senato, nella regione Emilia-Romagna. Fu membro della Commissione Affari esteri.

### Ritiro dalla politica e ultimi anni
A giugno del 2006, dando alla fine voce a un dissenso sofferto verso la linea politica assunta dall'allora segretario Oliviero Diliberto, Cossutta si dimise dalla carica di presidente del PdCI. Il 21 aprile 2007 presentò le proprie dimissioni dall'effettivo del partito, non rinnovando più la tessera e lasciando di fatto la politica attiva.
In vista delle elezioni politiche del 2008 dichiarò di aver votato «da comunista» per il Partito Democratico.
Nel 2009 Cossutta divenne vice-presidente dell'Associazione Nazionale Partigiani d'Italia (ANPI).
L'8 agosto 2015 rimane vedovo dopo la morte della moglie Emilia Clemente, con la quale era legato da circa settant'anni. Da "Emi" aveva avuto tre figli: Anna, Dario e Maura, anch'essa attiva in politica come parlamentare.
È deceduto il 14 dicembre 2015 all'ospedale San Camillo di Roma, dov'era ricoverato da tempo, all'età di 89 anni. È sepolto nel cimitero del Verano, nel famedio del PCI.

## Altre informazioni
Armando Cossutta era ateo e un accanito tifoso dell'Inter, tanto da fondare l'Inter Club Montecitorio. Nel 1998 venne imitato da Teo Teocoli durante la trasmissione Quelli che il calcio: Cossutta apprezzò gli sketch del comico e lo chiamò per congratularsi.

## Controversie
Nel 1991 il giornalista Alexander Evlakhov dichiarò che Cossutta ricevette, nel 1986, una somma in nero pari a 824.000 dollari da parte del Partito Comunista dell'Unione Sovietica, sostenendo di aver visto un documento che lo attestava, avendo potuto solo ricopiarlo a mano. Cossutta smentì l'accusa, affermando di non aver mai ricevuto denaro dall'Unione Sovietica.
Nel 2000 querelò Silvio Berlusconi per calunnia e diffamazione chiedendo 100 miliardi di lire di risarcimento per la frase pronunciata nel programma Porta a Porta secondo la quale "Cossutta gestiva nel dopoguerra bande armate".
Inoltre fu accusato, specie durante gli anni della Prima Repubblica, d'essere un "contatto confidenziale del KGB" in Italia. Quest'accusa fu reiterata da alcuni organi d'informazione anche alla sua morte nel dicembre 2015. Il quotidiano Il Tempo lo definì un "uomo del KGB", e scrisse che si recava «frequentemente nell'Urss per elaborare strategie contro la deriva deviazionista del segretario» Berlinguer.
Nel gennaio 2015 l'editore del giornale Libero, nella persona giuridica Editoriale Libero s.r.l., il direttore Maurizio Belpietro e l'autore dell'articolo sono stati condannati in via definitiva in sede civile a risarcire Armando Cossutta di 50.000 euro per danni morali, per il contenuto diffamatorio d'un articolo nel quale il giornale, «in relazione al cosiddetto caso Mitrokhin, lo identificava come una spia al soldo dell'Unione Sovietica».

## Opere
- I problemi del finanziamento del partito e la campagna per la stampa comunista, Roma, Iter, 1974.
- Il finanziamento pubblico dei partiti, Roma, Editori Riuniti, 1974.
- Decentramento e partecipazione. Iniziativa dei comunisti per l'attuazione della legge sui consigli di circoscrizione, con Marcello Stefanini e Renato Zangheri, Roma, Editori Riuniti, 1977.
- I comunisti nel governo locale, con Enrico Berlinguer, Roma, Editori Riuniti, 1978.
- Il modo nuovo di governare, Roma, Edizioni delle autonomie, 1980.
- Lo strappo. Usa, Urss, movimento operaio di fronte alla crisi internazionale, Milano, A. Mondadori, 1982.
- Dissenso e unità. Dibattito politico nel PCI dal XVI al XVII congresso, Milano, Teti, 1986.
- Vecchio e nuovo corso, Milano, Vangelista, 1988.
- Una storia comunista, con Gianni Montesano, Milano, Rizzoli, 2004. ISBN 88-17-00430-8

## Riconoscimenti
Nel 2016 il Comune di Milano ha deciso che il suo nome venga iscritto nel Pantheon di Milano, all'interno del Cimitero Monumentale.